# ليو باسيانوس
ليو باسيانوس (توفي 22 يونيو 1017) هو جنرال بيزنطي أرسله كتبان إيطاليا كونتوليون تورنيكيوس لمحاربة المتمردين اللومبارديين بقيادة ميلوس من باري في عام 1017. غير أنه لا يجب الخلط بينه وبين باسيانوس آخر قتل في التمرد الأول لميلوس.